# Balletti lamentabili
Les Balletti lamentabili à 4 composés par Heinrich Biber pour trois instruments à cordes et basse continue forment une suite de six pièces dansées. Cette suite en la majeur a été intégrée dans le catalogue de ses œuvres établi par le musicologue américain Eric Thomas Chafe sous la référence C 59.

## Présentation

### Structure
Les Balletti lamentabili enchaînent six danses sans interruption :
1. Sonata — alla breve —
2. Allamanda —
3. Sarabande —
4. Gavotte —
5. Gigue —
6. Lamenti — Adagio

### Instrumentation
L'œuvre, composée pour instruments à cordes et basse continue, présente un ensemble différent du trio à cordes moderne, qui n'est pas encore fixé dans les années 1670 : on trouve donc un violon noté en clef de sol et deux altos, l'un noté en clef de sol et l'autre en clef d'ut 3e. La basse continue est traditionnellement confiée au clavecin.

### Édition moderne
Jiří Sehnal (éd.), Denkmäler der Tonkunst in Österreich, 127, 1976.

### Ouvrages spécialisés
- (en) Eric Thomas Chafe, The Church Music of Heinrich Biber, Ann Arbor, UMI Research Press, coll. « Studies in musicology » (no 95), 1987, 305 p. (ISBN 0-8357-1770-4, OCLC 15053153)

## Discographie
- Baroque music in Salzburg - Concentus Musicus, dir. Nikolaus Harnoncourt (1963, « Historical series » Vanguard Classics) (OCLC 67710582)
- Sonaten, Arien, Balletti - Collegium Aureum (1984, BMG « Editio Classica » 05472772642) (OCLC 658439130)
- Mensa sonora - La Follia Salzburg (1995, Lyrichord Discs LEMS 8017) (OCLC 34137268)
- Musica Florea, dir. Marek Štryncl (clavecin et violoncelle) (janvier 1996, Matouš) (OCLC 36991552)
- Purcell Quartet, Richard Wistreich (11-13 septembre 1996, Chandos CHAN 0605) (OCLC 38300445)
- Karneval in Kremsier - Ars Antiqua Austria, dir. Gunar Letzbor (octobre 1995 Symphonia SY 95143 / Pan Classics) (OCLC 884554432 et 904774575)
- Combattimento Consort Amsterdam, dir. Jan Willem de Vriend (4-6 février 2004, SACD Challenge Classics SACC 72132)[1] (OCLC 64196693)
- Ich will in Friede fahren, Geistliche Musik für Countertenor & Gambenconsort - Les Escapades : Barbara Leitherer, viole de gambe ; Swantje Hoffmann, violon ; Wiebke Weidanz, clavecin et orgue (1-4 octobre 2008, Christophorus) (OCLC 316085270)
- Imitatio - Ricercar Consort et Sophie Gent, Maude Gratton, Philippe Pierlot (décembre 2014, SACD Mirare MIR 302) (OCLC 950032610)